# ALI Autolinee Liguri Provincia di Genova
ALI Autolinee Liguri Provincia di Genova  è stata una società per azioni a capitale totalmente pubblico; dal 2002 fino al 2006 ha gestito il trasporto pubblico suburbano ed extraurbano nell'area occidentale della Provincia di Genova (bacino "G").
Ha gestito, inoltre, il servizio urbano per il Comune di Recco, il servizio scolastico per il Comune di Pieve Ligure, il servizio sostitutivo della Ferrovia Genova - Casella e diversi servizi "dedicati" per alcune attività produttive.
ALI effettuava un servizio di noleggio autobus con autista per servizi turistici, scolastici, aziendali, congressuali e sportivi in Italia e all'estero, alcuni attrezzati per il trasporto disabili.

## Storia
Nata come AMT Extra S.p.A. il 2 giugno 2000, a seguito della privatizzazione di AMT S.p.A., si è provveduto alla divisione del trasporto urbano nel Comune di Genova (rimasto ad AMT S.p.A.) da quello provinciale ceduto ad AMT Extra. 
Nel 2002 divenne operativa AMT Extra gestendo il trasporto pubblico suburbano ed extraurbano nell'area occidentale della Provincia di Genova (bacino "G"), il servizio urbano per il Comune di Recco, il servizio scolastico per il Comune di Pieve Ligure, il servizio sostitutivo della Ferrovia Genova - Casella e diversi servizi "dedicati" per alcune attività produttive e il noleggio autobus con autista.

### Cambio di nome
Dal 1º agosto 2002 Tigullio Pubblici Trasporti S.p.A. (gestore, fino al 2005, del trasporto pubblico del bacino "GT" della Provincia di Genova) detiene una quota pari all’80% di AMT Extra S.p.A. ceduta da AMT S.p.A. (il restante 20% è proprietà di AMT S.p.A.).
Sempre in tale data AMT Extra viene rinominata ALI Autolinee Liguri Provincia di Genova S.p.A..

### La fusione in TPT e la creazione di ATP
Una volta acquistato il restante 20% del capitale sociale di ALI appartenente ad AMT S.p.A. iniziò il processo di incorporazione di ALI nella TPT.
Il 21 dicembre 2005 nasce a seguito dell'unione delle due società ATP - Azienda Trasporti Provinciali S.p.A. acquisendo i servizi di TPL sia nel bacino "G" (esercitato da ALI) che del bacino "TG" (esercitato da TPT) oltre a tutti i servizi come NCC, servizi scolastici e gestione dei parcheggi.
L'inizio dell'anno 2006 coincide con l'inizio dell'operatività di ATP Azienda Trasporti Provinciali S.p.A..
ALI Autolinee Liguri Provincia di Genova S.p.A. cessa le sue attività il 21/12/2005.

## Governance aziendale
Enzo Sivori è stato membro del consiglio di amministrazione dal 2000 al 2005.